# Stolper Heimatstuben
Die Stolper Heimatstuben befassen sich in Form eines kleineren Heimatmuseums mit der regionalen Orts- und Kulturgeschichte der ehemaligen ostpommerschen kreisfreien Stadt Stolp – der heutigen Kreisstadt Słupsk in Polen – und des ehemaligen Landkreises Stolp. Im Einzelnen bestehen heute unter gleicher Trägerschaft eine Stolper Heimatstube mit Archiv in Bonn-Auerberg und eine weitere Stolper Heimatstube in Bonn-Beuel.

## Geschichte der beiden Bonner Heimatstuben
1955 beschloss der seinerzeitige Landkreis Bonn die Übernahme der Patenschaft über die ehemalige ostpommersche kreisfreie Stadt Stolp und den ehemaligen Landkreis Stolp, was in einer Patenschaftsurkunde vom 1. Juli 1956 dokumentiert wurde. Daraufhin wurde ab Mai 1958 im Rathaus Beuel eine Heimatstube der Stolper eingerichtet und betrieben.
Nach erfolgter Neuordnung des Bonner Raumes beschloss der Rat der Stadt Bonn im Mai 1970, die Patenschaft weiterzuführen. Im Rahmen dieser Patenschaft stellt die Stadt Bonn der Vereinigung von ehemaligen Stolpern neben der ersten Heimatstube in Beuel weitere Räumlichkeiten in Bonn-Auerberg zur Verfügung. Die Stolper Heimatstube im Bonner Stadtteil Auerberg wurde 2004 eröffnet. Neben mehreren Ausstellungsräumen wurde dort auch das komplette Archiv eingerichtet.
Träger der beiden heutigen Stolper Heimatstuben in Bonn ist der 1986 gegründete Verein „Stolper Heimatkreise e. V.“ mit Sitz in Bonn. Die Stolper Heimatstuben gehören zu den Bonner Museen.

## Ausstellung und Archiv
Die museale Einrichtung Stolper Heimatstuben sammelt, archiviert und bewahrt Exponate und Schriften aus der alten Heimat der Stolper sowie auch aus der Zeit der Entwicklung der Patenschaft zwischen Bonn und Stolp auf. Dazu gehören unter anderem Kulturgüter, Bilder, Kirchen- und Amtsbücher, Dokumente, Bücher, Filme, Photoalben, Zeitungen, die in einem Arbeitsarchiv für interessierte Personenkreise für Recherchen zugänglich sind. Ein Bestandsverzeichnis kann Online eingesehen werden.
Ausgesuchte Exponate und Dokumente werden in mehreren Ausstellungsräumen ausgestellt, wozu in Bonn-Auerberg auch ein „Priebe-Zimmer“ mit Bildern des Stolper Malers Otto Priebe (1886–1945) sowie ein „Pommern-Zimmer“ mit Erinnerungsstücken an die Geschichte Pommerns gehören.
Die Ausstellungsräume und das Archiv in Bonn-Auerberg sind an jedem ersten Samstag im Monat geöffnet; weitere Besuchstermine und der Zugang zu der Ausstellung in Bonn-Beuel sind nach Vereinbarung möglich. Der Eintritt ist kostenfrei. Die Betreuung beider Einrichtungen erfolgt durch ehrenamtliche Kräfte des Trägervereins.
Nach Aussage des Leiters, Hermann Pigorsch, beherbergen die Stolper Heimatstuben in Bonn die „[weltweit] umfangreichste Dokumentation über den [ehemaligen] Landkreis Stolp“. Die Besucher, die meistens persönliche Bezüge zur alten Heimat der Stolper haben, kommen nicht nur aus allen Teilen Deutschlands, sondern teils auch aus Polen und den USA. Darüber hinaus werden die Stolper Heimatstuben von Familienforschern und Historikern zu Forschungs- und Recherchezwecken angesprochen bzw. aufgesucht.

## Trivia
1994 kam es zu politischen „Turbulenzen“, als die damals neu gewählte Bonner Oberbürgermeisterin Bärbel Dieckmann (SPD) aus der Stolper Heimatstube im Bonn-Beueler Rathaus eine historische Landkarte entfernen ließ, die Deutschland in den Grenzen von 1937 zeigte. Die „Bonner Posse um eine Deutschlandkarte“ (Der Spiegel) hatte ein bundesweites Medienecho zur Folge.

## Vergleichbare Einrichtungen
In Glückstadt besteht die Stolpmünder Heimatstube, die in das dortige Detlefsen-Museum integriert ist.